# Thomandersia laurentii
Thomandersia laurentii, manje drvo ili grm iz kišnih šuma Kameruna, Liberije, Nigerije, Obale Bjelokosti, Konga, Gabona i DR Konga.